# Marestella Torres
Marestella Torres (San Jose, 20 februari 1981) is een Filipijns atlete. Hoewel Torres zich specialiseerde in het verspringen, komt ze ook wel uit op andere onderdelen, zoals de 100 m sprint. Ze nam tweemaal deel aan de Olympische Spelen, maar won hierbij geen medailles.

## Loopbaan
Bij de Aziatische atletiekkampioenschappen in 2002 eindigde Torres op een vierde plaats op het onderdeel verspringen. In 2005 verbeterde ze dit resultaat en won ze de zilveren medaille met een sprong van 6,63 m. In hetzelfde jaar deed ze ook mee aan de wereldkampioenschappen in Helsinki. Daar slaagde ze er echter niet in de finale te behalen.
In 2008 was Torres een van de Filipijnse deelnemers aan de Olympische Zomerspelen 2008. Ze kwam er echter niet door de voorronde heen. In 2009 won ze verrassend een gouden medaille bij het Aziatische kampioenschappen met een sprong van 6,51. Ze was daarmee de eerste Filipino in 22 jaar die een gouden medaille won bij de Aziatische kampioenschappen. Later dat jaar won ze bovendien de gouden medaille op de Zuidoost-Aziatische Spelen met een sprong van 6,68.
In 12 november 2011 verbeterde ze in het Indonesische Palembang haar nationaal record met een sprong van 6,71. Daarmee won ze voor de vierde keer op rij het onderdeel verspringen op de Zuidoost-Aziatische Spelen. Op de wereldindoorkampioenschappen van 2012 en de Olympische Spelen van 2012 in Londen sneuvelde ze in de kwalificatieronde.

## Titels
- Aziatisch kampioene verspringen - 2009
- Zuidoost-Aziatisch kampioene verspringen 2005, 2007, 2009, 2011
- Filipijns kampioene verspringen 2005

## Persoonlijke records
Outdoor
| Onderdeel          | Prestatie   | Datum            | Plaats  |
| ------------------ | ----------- | ---------------- | ------- |
| 100 m              | 12,44 s     | 26 augustus 2008 | Osaka   |
| verspringen        | 6,72 m (NR) | 4 juli 2016      | Almaty  |
| hink-stap-springen | 12,67 m     | 3 juni 2004      | Manilla |

Indoor
| Onderdeel   | Prestatie | Datum         | Plaats |
| ----------- | --------- | ------------- | ------ |
| verspringen | 6,06 m    | 13 maart 2010 | Doha   |

## Palmares

### 100 m
- 2000: 6e in serie WK junioren - 12,55 m
- 2007: 6e in serie WK - 12,44 m

### verspringen
- 2002:  Aziatische kamp. - 6,40 m (wind)
- 2003: 4e Aziatische kamp. - 6,34 m
- 2005: 8e in kwal. WK - 6,46 m
- 2005:  Aziatische kamp. - 6,63 m (NR)
- 2005:  Zuidoost-Aziatische kamp. - 6,47 m
- 2007:  Zuidoost-Aziatische kamp. - 6,31 m
- 2008: 18e in kwal. OS - 6,17 m
- 2009:  Aziatische kamp. - 6,51 m
- 2009:  Zuidoost-Aziatische kamp. - 6,68 m
- 2009: 14e in kwal. WK - 6,22 m
- 2010: 20e in kwal. WK indoor - 6,06 m
- 2011:  Zuidoost-Aziatische kamp. - 6,71 m (NR)
- 2011: 10e in kwal. WK - 6,31 m
- 2012: 19e in kwal. WK indoor - 5,98 m
- 2012: 11e in kwal. OS - 6,22 m